# سیستم ثبت خانواده در ژاپن باستان
سیستم ثبت خانواده در ژاپن باستان (به ژاپنی: 古代日本の戸籍制度 こだいにほんのこせきせいど)، ثبت خانواده برای پیگیری افراد بر اساس قانون ریتسوریو است که در دوره آسوکا انتخاب و گردآوری شده است. اصلی‌ترین آنها «کوگو نو ننجاکو» (庚午年籍) و «کویئن نو ننجاکو» (庚寅年籍) هستند. اولین نمونه ثبت خانواده در سال ۵۴۰ میلادی باقی مانده است.
بخشی از ثبت خانواده باستانی در اسناد شوسوین باقی مانده است. علاوه بر این، در سال‌های اخیر، اسناد کاغذی لاکی از خرابه‌های حصار قلعه محلی و دفاتر رسمی مانند خرابه‌های قلعه آکیتا، خرابه‌های قلعه تاگا و ویرانه‌های شیموتسوکه کوکوفو و لوح‌های چوبی ثبت خانواده از سوو کوکوفو و سایر موارد کشف شده است. مکان‌ها و کار رمزگشایی مادون قرمز در حال انجام است.
از این میان، «کوگو نو ننجاکو» یک ثبت خانوادگی است که در سال ۶۷۰ (سال نهم تنچی/سال کوگو) ایجاد شد. در زمان‌های قدیم، ثبت نام عمومی خانواده هر شش سال یک بار ایجاد می‌شد و قرار بود پس از ۳۰ سال کنار گذاشته شود، اما کوگو ننشو به‌طور دائم نگهداری می‌شد.